# ستانلي مارشال
ستانلي مارشال (بالإنجليزية: Stanley Marshall)‏ هو مدير فني أمريكي، ولد في 8 يناير 1927 في ينكتون في الولايات المتحدة، وتوفي في 1980 في بروكينغز في الولايات المتحدة.